# Želimir Vuković
Želimir Vuković, cyr. Желимир Вуковић (ur. 29 kwietnia 1983 w Adinkuru) – serbski narciarz alpejski, olimpijczyk z Turynu, mistrz i wicemistrz Jugosławii z 2002 roku.
Wystąpił w zawodach olimpijskich w slalomie podczas igrzysk w Turynie. Po pierwszym przejeździe zajmował 42. miejsce, w drugim został jednak zdyskwalifikowany.
Wdziął udział w dwóch edycjach mistrzostw świata w narciarstwie alpejskim w latach 2005 i 2007. Tylko raz został w zawodach tej rangi sklasyfikowany – w 2007 roku zajął 30. miejsce w slalomie gigancie. W 2005 i 2006 roku dwukrotnie wystartował w zawodach Pucharu Świata, jednak ani razu nie został sklasyfikowany.
W marcu 2002 roku w Kopaoniku został mistrzem Jugosławii w slalomie i wicemistrzem w slalomie gigancie.